# Saint-Martin-d'Ordon
Saint-Martin-d'Ordon és un municipi francès, situat al departament del Yonne i a la regió de Borgonya - Franc Comtat. L'any 2007 tenia 283 habitants.

## Demografia

### Població
El 2007 la població de fet de Saint-Martin-d'Ordon era de 283 persones. Hi havia 112 famílies, de les quals 28 eren unipersonals (24 homes vivint sols i 4 dones vivint soles), 44 parelles sense fills i 40 parelles amb fills.
La població ha evolucionat segons el següent gràfic:
Habitants censats

### Habitatges
El 2007 hi havia 188 habitatges, 119 eren l'habitatge principal de la família, 48 eren segones residències i 21 estaven desocupats. Tots els 188 habitatges eren cases. Dels 119 habitatges principals, 101 estaven ocupats pels seus propietaris, 16 estaven llogats i ocupats pels llogaters i 2 estaven cedits a títol gratuït; 1 tenia dues cambres, 23 en tenien tres, 33 en tenien quatre i 62 en tenien cinc o més. 91 habitatges disposaven pel capbaix d'una plaça de pàrquing. A 51 habitatges hi havia un automòbil i a 64 n'hi havia dos o més.

### Piràmide de població
La piràmide de població per edats i sexe el 2009 era:
| Homes | Edats   | Dones |
| ----- | ------- | ----- |
| 0     | 95 o +  | 0     |
| 0     | 90 a 94 | 0     |
| 4     | 85 a 89 | 4     |
| 4     | 80 a 84 | 4     |
| 4     | 75 a 79 | 4     |
| 8     | 70 a 74 | 4     |
| 12    | 65 a 69 | 8     |
| 4     | 60 a 64 | 16    |
| 4     | 55 a 59 | 0     |
| 4     | 50 a 54 | 8     |
| 12    | 45 a 49 | 12    |
| 16    | 40 a 44 | 4     |
| 28    | 35 a 39 | 12    |
| 8     | 30 a 34 | 8     |
| 12    | 25 a 29 | 8     |
| 4     | 20 a 24 | 0     |
| 16    | 15 a 19 | 12    |
| 8     | 10 a 14 | 12    |
| 8     | 5 a 9   | 16    |
| 12    | 0 a 4   | 12    |

## Economia
El 2007 la població en edat de treballar era de 191 persones, 149 eren actives i 42 eren inactives. De les 149 persones actives 137 estaven ocupades (75 homes i 62 dones) i 12 estaven aturades (2 homes i 10 dones). De les 42 persones inactives 18 estaven jubilades, 17 estaven estudiant i 7 estaven classificades com a «altres inactius».

### Ingressos
El 2009 a Saint-Martin-d'Ordon hi havia 145 unitats fiscals que integraven 360 persones, la mediana anual d'ingressos fiscals per persona era de 18.897 €.

### Activitats econòmiques
Dels 8 establiments que hi havia el 2007, 3 eren d'empreses de construcció, 1 d'una empresa de comerç i reparació d'automòbils, 2 d'empreses de transport, 1 d'una empresa immobiliària i 1 d'una empresa de serveis.
Dels 3 establiments de servei als particulars que hi havia el 2009, 2 eren fusteries i 1 electricista.
L'únic establiment comercial que hi havia el 2009 era una botiga de menys de 120 m².
L'any 2000 a Saint-Martin-d'Ordon hi havia 14 explotacions agrícoles que ocupaven un total de 950 hectàrees.

## Equipaments sanitaris i escolars
El 2009 hi havia una escola elemental integrada dins d'un grup escolar amb les comunes properes formant una escola dispersa.

## Poblacions més properes
El següent diagrama mostra les poblacions més properes.